# دیوید ادگار (شناگر)
دیوید ادگار (به انگلیسی: David Edgar) (زادهٔ ۲۷ مارس ۱۹۵۰) شناگر اهل ایالات متحده آمریکا است.